# Stazione di Strambino
Stazione di Strambino vasútállomás Olaszországban, Strambino településen.

## Vasútvonalak
Az állomást az alábbi vasútvonalak érintik:
- Chivasso-Ivrea-Aosta-vasútvonal

## Kapcsolódó állomások
A vasútállomáshoz az alábbi állomások vannak a legközelebb:
- Stazione di Mercenasco
- Stazione di Ivrea
- Stazione di Caluso